# Депутатская улица (Ярославль)
Депута́тская у́лица (бывшая Сретенская улица) — улица в историческом центре города Ярославля. Лежит между Первомайской улицей и улицей Андропова. Перспективу улицы замыкает с одной стороны часовня Александра Невского, с другой — ротонда Гостиного двора. Нумерация домов ведётся от улицы Андропова.

## История

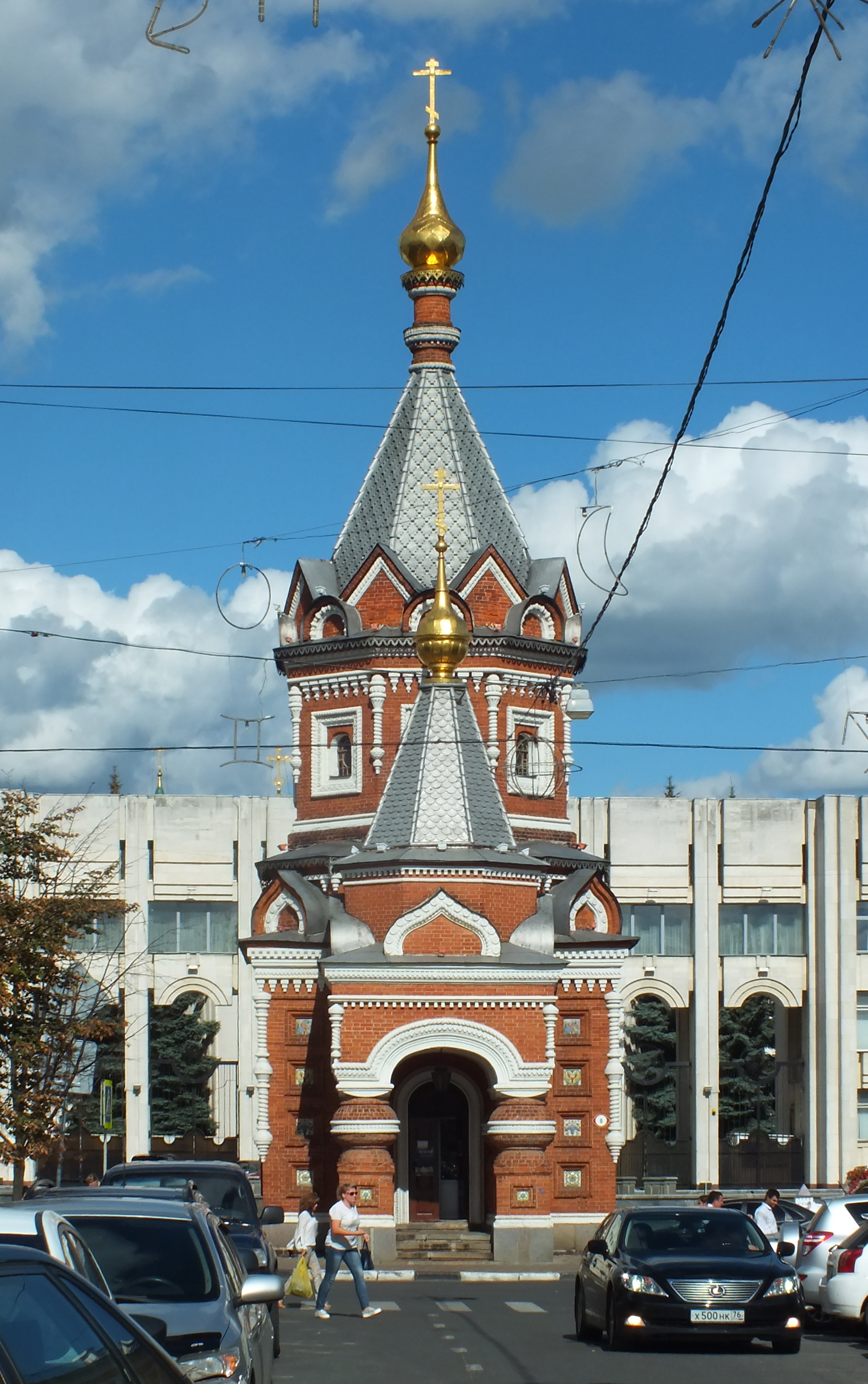
Вид на часовню

Сретенская улица существовала до перепланировки Ярославля, проходя от улицы Перебакина мимо Сретенской церкви до городской стены. При регулярной перепланировке города 1778 года улица была расширена, выпрямлена и направлена в сторону Ильинской церкви. Теперь она начиналась от Ростовской улицы (проложенной вместо Перебакина) и заканчивалась у Казанской улицы (так стала называться улица вдоль внутренней стороны стен Земляного города). После перепланировки южная сторона улицы была застроена 2-этажными каменными торговыми лавками Старого Гостиного двора.

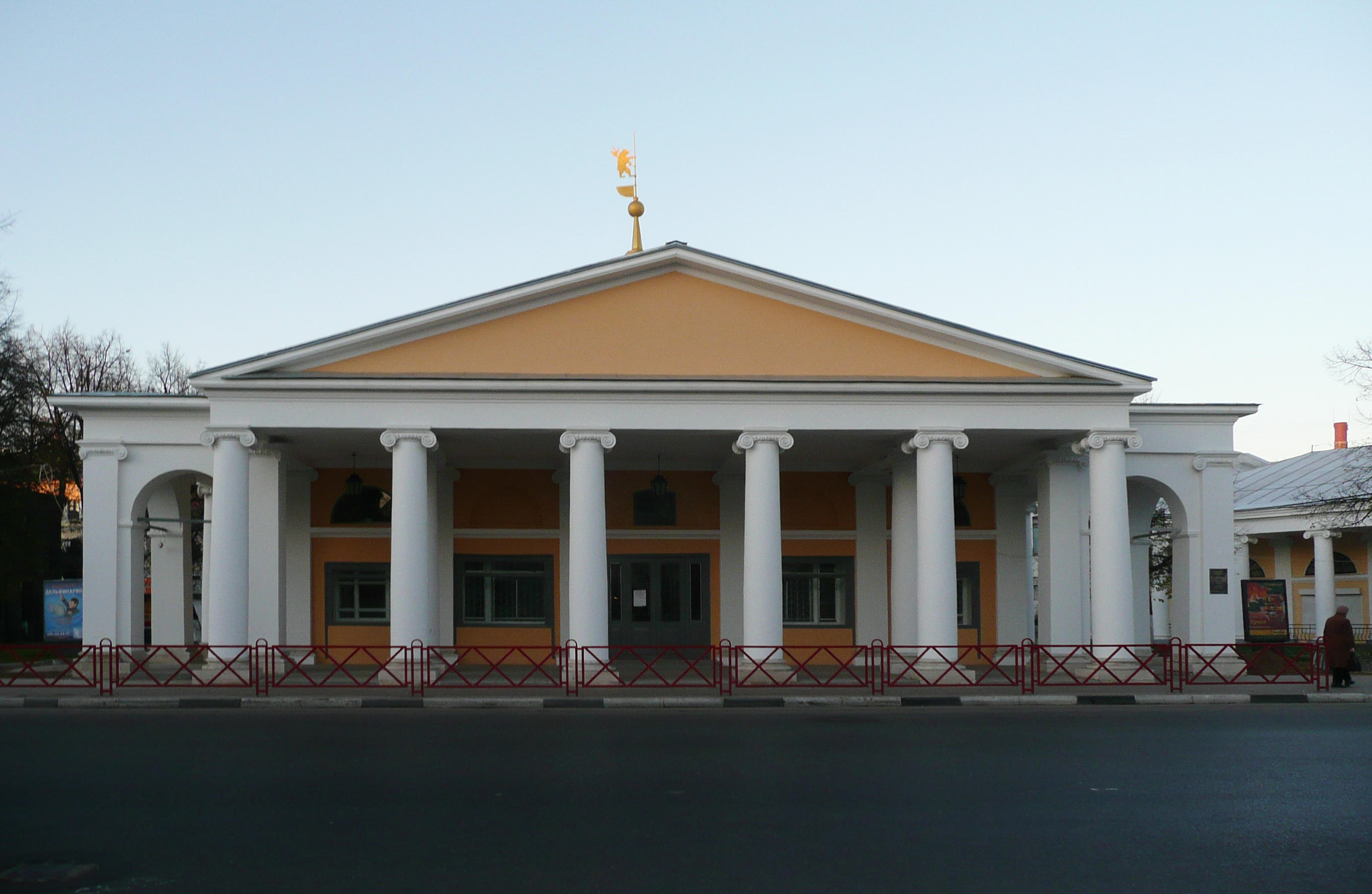
Вид на ротонду со Сретенской улицы

В 1818 году в створе Сретенской улицы была выстроена ротонда нового Гостиного двора в стиле классицизма. В 1889—1892 годы в створе улицы с другой стороны возведена часовня в русском стиле в честь святого Александра Невского. 
В 1918 году, после захвата власти в городе, большевики переименовали улицу в Депутатскую по названию членов большевистских органов управления (советов) — депутатов.
На Депутатской улице так же, как и на соседней улице Кирова, расположено большое количество магазинов и кафе.

## Здания и сооружения

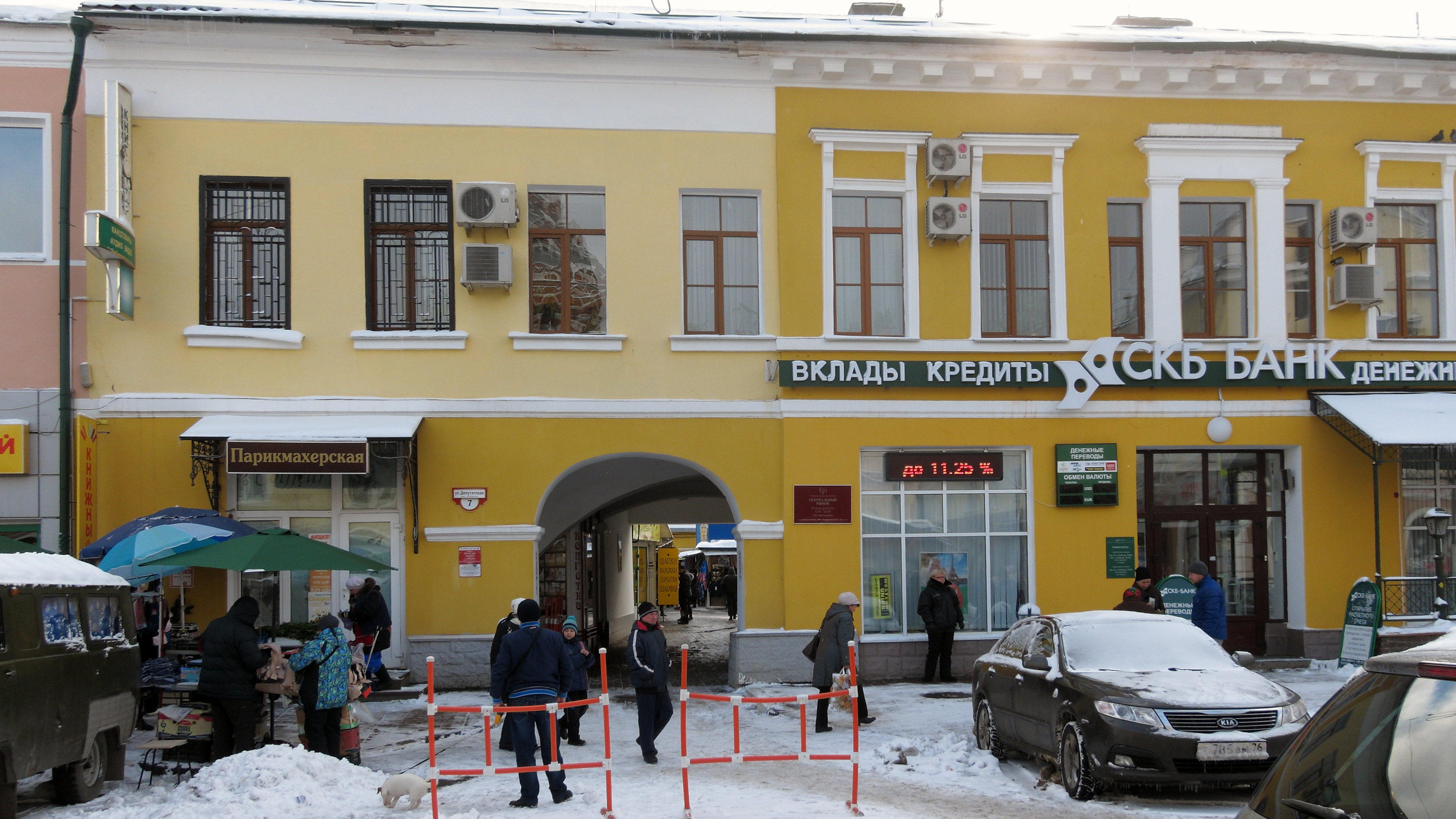
Бывший дом Гарцевых (№ 7)

- № 7 — Бывший дом Гарцевых с лавками. Здание построено в конце XVIII века. В 1833 году дом приобрели купцы Гарцевы, семья которых владела двумя мукомольными мельницами в Коровниках, вела торговлю мучным и хлебным товаром, а также сукном. В 1877 году здание перешло наследникам купца Гарцева: нижний этаж его занимали рыбные и суконные лавки. В 1896 году, как значится в архивных документах, И. Н. Гарцев «незаконно застроил проход между Сретенской улицей и Масляным пролом», то есть арка внутри его лавок была ликвидирована. Возможно, это было связано с капитальной перестройкой дома, изменением его фасадов. В конце XIX века — начале XX века здание принадлежало Торговому дому «Гарцев и К-о», на первом этаже находился магазин готового платья, на втором и третьем этажах — жилые комнаты семьи владельца, в подвале — кладовые. В советский период первый этаж был занят магазином, а в верхних этажах располагались коммунальные квартиры. С 1980-х годах помещения принадлежат Центральному рынку[3].
- № 9 — Комитет по управлению муниципальным имуществом, бывшая усадьба Шапошниковых

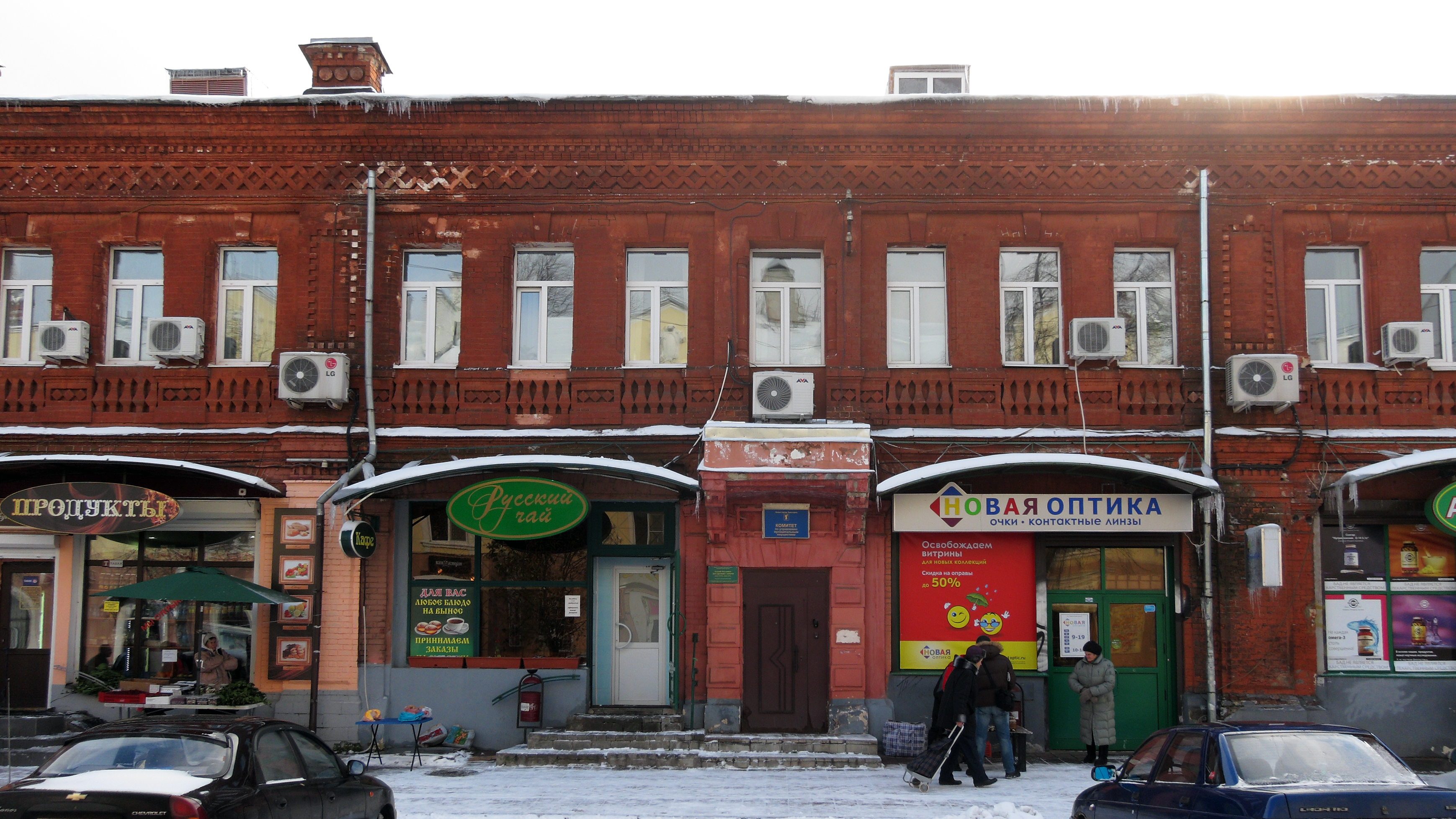
Бывший дом Гнуздевых (№ 11)

- № 11 — Бывшая усадьба Гнуздевых. Двухэтажные каменные ласки купцов Гнуздевых сооружены в конце XVIII века. На 1877 год купцы Гнуздевы в Сретенском ряду торгуют суконным и рыбным товаром. В конце XIX века лавки Старого гостиного двора вдоль улицы Сретенской за ветхостью были разобраны, вместе них на старых подвалах строятся новые каменные ряды и дома с магазинами. Тогда же был перестроен дом купцов Гнуздевых. С 1890-х здание сдается внаём: в нём расположилось трактирное заведение Громова «Большая Ярославская». В 1898 году трактир на территории домовладения Гнуздева значится трёхэтажным. В 1904 году в здании по Масляному пролому, которое также принадлежало Гнуздевым, размещается гостиница Юкотникова. В 1911 году Гнуздев часть лавок на Сретенской улице сдает внаём под кладовые мучных и рыбных товаров. С 1914 по 1915 года домовладение принадлежит наследникам Н. А. Гнуздева, а с 1915 по 1917 года — крестьянину А. Г. Герасимову. В 1919 году здание национализировано. С 1920-х первый этаж здания занят магазинами, подвал — их складами, верхний этаж — учреждениями[4].

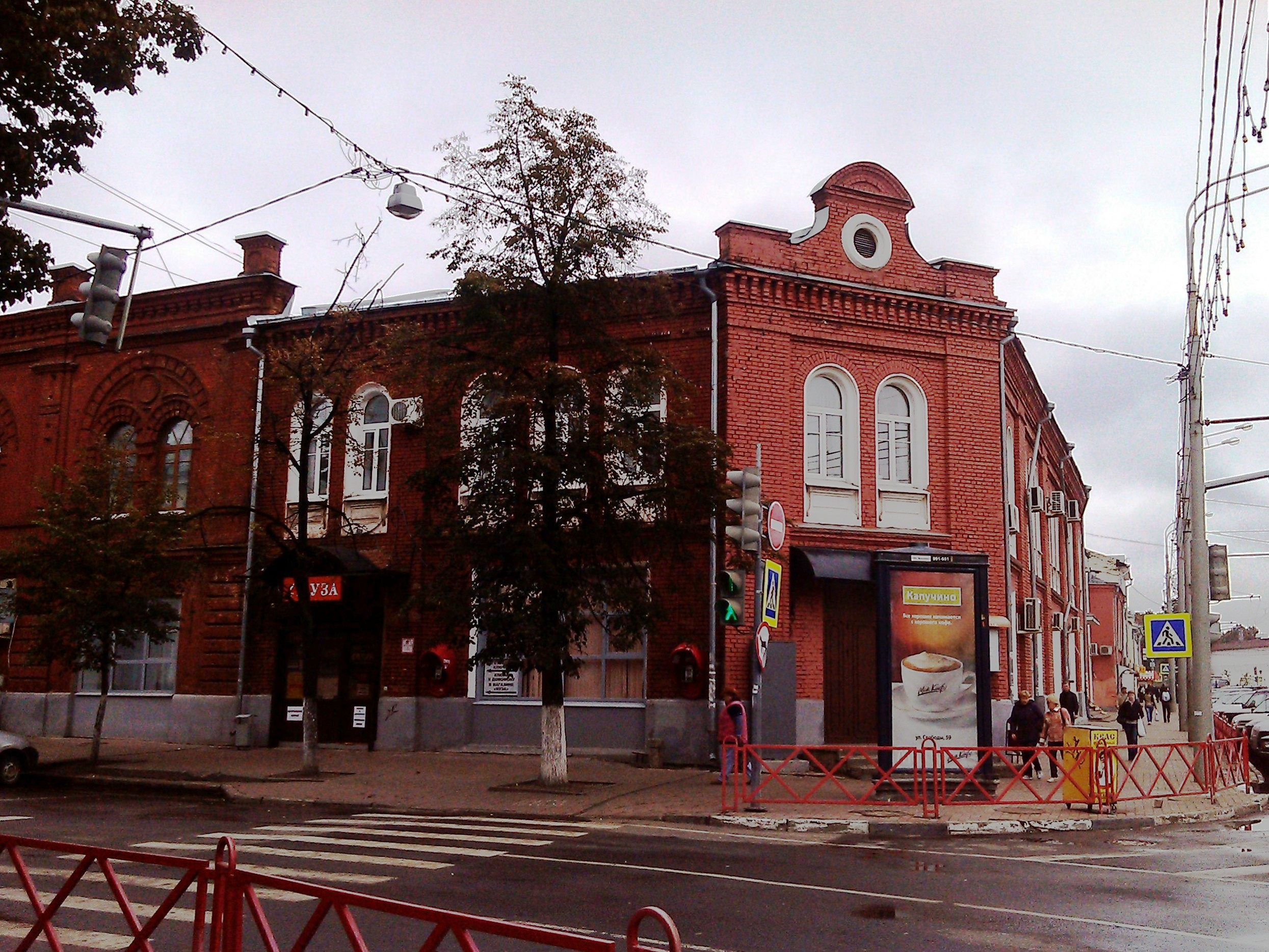
Бывший доходный дом Карпычева (№ 15)

- № 15 — Бывший доходный дом Карпычева. В 1870-х годах на этом месте находился 2-этажный каменный дом, принадлежавший купцу Гребенщикову, в котором размещалась гостиница «Берлин». Впоследствии дом был куплен купцом Гнуздевым. В 1896 году Гнуздев продает домовладение своим родственникам — сыновьям купца Василия Михайловича Корнилова. В 1909 году братья Корниловы продают домовладение купцу Карпычеву, который перестраивает здание и использует его в качестве доходного дома. В 1919 году здание было изъято у Карпычева и муниципализировано Советской властью, и до 1960-х в здании находились торговые помещения. В 1962 году второй этаж по улице Депутатской и всё крыло по улице Первомайской было занято Ярославским государственным театральным училищем (бывш. Театральным техникумом, основанным в 1923 году), переименованным в Ярославский государственный театральный институт в 1980 году[5].